# Disasterpieces
Disasterpieces är en DVD av metal-bandet Slipknot som släpptes den 22 november, 2002 av Roadrunner Records. Videon är en 2-disk DVD som innehåller en hel konsert med bandet på London Dockland Arena i London, Storbritannien, bandets musikvideor med låtar från albumen Slipknot och Iowa. 
Konserten filmades av 26 kameror, inklusiv en kamera på Mick Thomsons gitarrhuvud och personliga kameror på bandmedlemmarna.
Konserten var redigerad delvis av bandmedlemmen Shawn Crahan som tittade alla filmer inspelade från showen. Disasterpieces möttes av positiv kritik, med många hänvisningar till snabb redigering och hög ljudkvalitet som starka punkter. Under 2005 certifierades Disasterpieces med fyrdubbla platina av RIAA och är bandets mest sålda DVD hittills.

## London Arena låtlista
1. "(515)"
2. "People=Shit"
3. "Liberate"
4. "Left Behind"
5. "Eeyore"
6. "Disasterpiece"
7. "Purity"
8. "Gently"
9. "Sid Solo"
10. "Eyeless"
11. "Joey Solo"
12. "My Plague"
13. "New Abortion"
14. "The Heretic Anthem"
15. "Spit It Out"
16. "Wait and Bleed"
17. "742617000027"
18. "(SIC)"
19. "Surfacing"

## Innehåll

### Disk 1
- Konsert i London Arena, Februari 2002.
- VIP-funktion. Se vissa delar av konserten backstage.
- Undertexter till musiken.
- Ljud-inställningar (Stereo och 5.1).

### Disk 2
- "Multi-angle" från ovanstående konsert på följande låtar: "Disasterpiece", "People=Shit" och "The Heretic Anthem".
- Musikvideor till låtarna:
- "My Plague (New Abuse Mix)"
- "Left Behind (Director's Cut)"
- "Wait And Bleed"
- "Wait And Bleed (Animated)"
- "Spit It Out"

- Den officiellt osläppta låten "Purity" (endast ljud).
- Webblänkar.